# 69 (число)
69 (шістдеся́т де́в'ять) — натуральне число між  68 та  70.

## У математиці
Найбільше з чисел, факторіал якого менше гугола.

## У науці
- Атомний номер  тулію

## В інших областях
- 69 рік, 69 рік до н. е., 1969 рік
- ASCII-код символу «E»
- 69 —  Код суб'єкта Російської Федерації і Код ГИБДД-ДАІ  Тверській області.
- Числі 69 і 96 ніколи не змінюють свій номінал при повороті на 180°.
- Порт 69 використовується протоколом TFTP
- Позиція 69
  - 69 —  таїландський художній фільм.
  - The 69 Eyes — фінська готик-рок команда
  - «69 місць, де треба побувати з мертвою принцесою» — книга  Хоума Стюарта
- ГАЗ-69 — легковий автомобіль підвищеної прохідності